# Epigonus angustifrons
Epigonus angustifrons is een straalvinnige vissensoort uit de familie van diepwaterkardinaalbaarzen (Epigonidae). De wetenschappelijke naam van de soort werd voor het eerst geldig gepubliceerd in 1987 door Abramov & Manilo.